# 岚翠桥
岚翠桥，是位于中国福建省宁德市蕉城区八都镇闽坑村内的一个清代古建筑，2003年12月入选蕉城区第四批县级文物保护单位。
岚翠桥是南北走向的单孔石拱木廊桥，始建于清朝乾隆年间，光绪六年（1880年）重建。桥长19.5米，宽4.9米，矢高14.5米，桥屋高4.5米，7开间、32根桥柱，穿斗式木构架，重檐歇山顶。